# James Molyneaux
James Henry Molyneaux, baron Molyneaux de Killead, (27 août 1920 - 9 mars 2015), souvent connu sous le nom de Jim Molyneaux, est un homme politique unioniste nord-irlandais et chef du Parti unioniste d'Ulster (UUP) de 1979 à 1995. Il est un membre dirigeant et parfois vice-président du club conservateur du lundi. Orangiste il est également Souverain Grand Maître de la Royal Black Institution de 1971 à 1995.

## Jeunesse
Né à Killead, dans le comté d'Antrim, de William Molyneaux et Sarah Gilmore Molyneaux fait ses études à l'école voisine d'Aldergrove. Bien qu'il ait été élevé comme anglican, il fréquente brièvement une école primaire catholique locale pendant son enfance. Lorsqu'une église catholique près de sa maison est incendiée par des loyalistes d'Ulster à la fin des années 1990, Molyneaux aide à collecter des fonds pour sa reconstruction.

## Service militaire
Pendant la Seconde Guerre mondiale Molyneaux sert dans la Royal Air Force entre 1941 et 1946. Il participe à la libération du camp de Bergen-Belsen et a parfois donné des interviews sur ce qu'il y a vu. Le 1er avril 1947, il est promu officier d'aviation.

## Carrière politique
De 1964 jusqu'aux années 1970, Molyneaux siège au conseil du comté d'Antrim ainsi qu'à un certain nombre de comités concernant les soins de santé locaux. Lors des élections générales britanniques de 1970, il est élu à la Chambre des communes du Royaume-Uni à Westminster en tant que député de l'UUP pour South Antrim, succédant à Knox Cunningham, avec qui il travaille en étroite collaboration en tant que secrétaire honoraire de l'Association des unionistes du sud d'Antrim.
La circonscription est vaste et élit régulièrement des députés unionistes avec une large majorité. La majorité de 50 041 voix de Cunningham en 1959 est la plus importante du Royaume-Uni, obtenue avec 95,1 % des voix  . Molyneaux remporte plus de 60% des voix dans chacune des 4 élections où il participe dans le sud d'Antrim, et aux élections générales britanniques de 1979, sa part de 69,0% des voix lui donne une majorité de 38 868 voix, la plus grande du Royaume-Uni.
En octobre 1974, Molyneaux est chef des unionistes d'Ulster à la Chambre des communes. De 1982 à 1986, il siège en tant que député de l'UUP pour le sud d'Antrim à l'Assemblée d' Irlande du Nord de 1982  . Molyneaux est admis au Conseil privé en 1982, et en octobre de cette année il survit à deux tentatives d'assassinat de l'Armée de libération nationale irlandaise (INLA) le même jour.
Avec le chef de l'UUP de l'époque, Harry West, Molyneaux joue un rôle important dans les négociations avec le gouvernement travailliste minoritaire de James Callaghan, ce qui conduit à l'augmentation de la représentation de l'Irlande du Nord aux Communes de 12 à 17 sièges, sous la loi de 1979. Les sièges supplémentaires sont ajoutés pour les élections générales britanniques de 1983, et le sud d'Antrim est divisé, Molyneaux étant élu pour le nouveau siège de Lagan Valley .

### Direction de l'UUP
Le chef d'UUP Harry West perd son siège à Westminster aux élections générales britanniques d'octobre 1974 et ne se présente pas aux élections générales britanniques de mai 1979. Ensuite, lors des élections au Parlement européen de juin 1979, West se présente dans la circonscription électorale d'Irlande du Nord à 3 sièges. West est non seulement battu par près de 3 à 1 par le leader du Parti unioniste démocratique (DUP) Ian Paisley, mais est battu au troisième siège par son propre collègue de parti, John Taylor. West démissionne de la direction peu de temps après sa défaite et est remplacé par Molyneaux.
Après une décennie de troubles au cours de laquelle l'UUP a quatre dirigeants et de nombreuses scissions, Molyneaux est considéré comme une influence stabilisatrice. C'est un orangiste de droite traditionnelle, avec un style tranquille qui contraste avec la flamboyance de la direction de Ian Paisley du DUP . Sa réticence est à la fois innée et tactique ; puisque l'UUP est unie autour d'une position constitutionnelle plutôt que d'un programme socio-économique, il considère sa tâche comme plus celle d'un manager que celle d'un leader, et son successeur David Trimble déclare que Molyneaux « faisait les choses calmement et de manière consensuelle ». Il est si profondément fidèle au député conservateur devenu unioniste Enoch Powell que le secrétaire d'Irlande du Nord, James Prior écrit dans ses mémoires, qu'« à Westminster, il est la marionnette d'Enoch » . Molyneaux qualifie Prior de « têtu et stupide » en 1983, exigeant sans succès le remplacement de Prior.
Il se sent le plus à l'aise à Westminster et croit que l'influence en coulisses à Londres est la voie la plus efficace pour l'influence unioniste. Il s'oppose au partage formel du pouvoir entre les unionistes et les nationalistes, et dénonce régulièrement les initiatives politiques condamnant le chef du SDLP John Hume pour « avoir fouillé dans les ruelles de Belfast » pour ouvrir le dialogue avec le Sinn Féin.
Molyneaux est généralement considéré comme un membre de la tendance intégrationniste au sein de l'UUP (favorisant le gouvernement direct de Westminster avec une certaine extension des pouvoirs des gouvernements locaux, par opposition à la préférence dévolutionnaire pour un parlement ou une assemblée d'Irlande du Nord relancé). Cette préférence est largement attribuée à l'influence d'Enoch Powell. Les critiques au sein du parti de Molyneaux le considèrent comme un leader inactif, avec une déférence indue envers le Parti conservateur. Les défenseurs de Molyneaux soutiennent que sa principale préoccupation est l'unité du parti, que l'UUP était tellement divisé que seule une politique minimaliste pouvait le maintenir. Sa capacité à s'adapter aux différentes factions unionistes est renforcée par son poste de direction de la Royal Black Institution et son rôle dans l'Ordre d'Orange. Sous sa direction, il n'y a pas de répétition des scissions des années 1970 et la chute de la part des voix du parti est stoppée. Il est le dernier dirigeant de l'UUP à éviter ces périls.

### Accord anglo-irlandais
La loyauté de Molyneaux envers les conservateurs l'amène à être pris par surprise par l'accord anglo-irlandais de novembre 1985 et éclipsé par Ian Paisley.
Le 17 décembre 1985, Molyneaux démissionne de son siège avec ses quatorze collègues unionistes à la Chambre des communes, en signe de protestation contre l'accord anglo-irlandais. Les quinze députés unionistes espèrent que les élections partielles pourraient être présentées comme un référendum sur l'accord. Il est réélu lors de l'élection partielle de janvier 1986 avec tous sauf un des quatorze autres unionistes : Jim Nicholson de l'UUP, qui est battu à Newry et Armagh par Seamus Mallon du SDLP.

### Club du lundi
Tout au long des années 1980, Molyneaux est un membre actif du club conservateur du lundi. Molyneaux est coopté au Conseil Exécutif du Club le 23 juin 1983. Il est ensuite vice-président du club. Dans le numéro d'octobre 1985 de la conférence du Parti conservateur du journal tabloïd du Club, Right Ahead, il rédige un long article intitulé « L'Irlande du Nord – l'Ulster appartient à la Grande-Bretagne PAS à la République irlandaise ». Molyneaux assiste à la réunion cruciale du Conseil exécutif du 19 décembre 1990 qui accepte, par 11 voix contre 3, la décision de ne plus employer de personnel salarié au Club en raison de son déficit financier. Molyneaux quitte le Monday Club en février 1991.

### Retraite
En 1995, Molyneaux est contesté à la direction de l'UUP par un étudiant de 21 ans et, bien qu'il ait gagné facilement, un fort vote de protestation contre la direction de Molyneaux est enregistré. À la suite de la piètre performance de l'UUP lors de l'élection partielle de 1995 à North Down, Molyneaux cède à une pression renouvelée pour se retirer en tant que leader. À sa retraite en tant que chef de l'UUP, Molyneaux est fait chevalier commandeur de l'Ordre de l'Empire britannique (KBE) en 1996. L'année suivante, il ne se représente pas comme député aux élections générales de 1997, et est créé pair à vie le 10 juin 1997 en tant que baron Molyneaux de Killead, de Killead dans le comté d'Antrim.
À plusieurs reprises dans sa retraite, Molyneaux critique publiquement son successeur, David Trimble. Il s'oppose farouchement à l'Accord du Vendredi saint et, en 2003, soutient trois députés unionistes d'Ulster (David Burnside (en), Jeffrey Donaldson et Martin Smyth) lorsqu'ils démissionnent du groupe du parti pour protester contre la direction de Trimble et le soutien du parti à l'Accord. Lors des élections générales de 2005, Molyneaux provoque une tempête lorsque lui et Smyth soutiennent le candidat du Parti unioniste démocrate Jimmy Spratt contre le candidat de l'UUP Michael McGimpsey dans l'ancienne circonscription de Smyth, South Belfast. Molyneaux soutient également Donaldson, son propre successeur en tant que député de Lagan Valley, même après la défection de Donaldson au DUP, ainsi que des candidats anti-Trimble de l'UUP tels que Burnside. Lors de l'élection, Donaldson conserve Lagan Valley à une large majorité, tandis que Spratt devance McGimpsey (bien qu'il perde face au candidat du SDLP Alasdair McDonnell); beaucoup affirment que les attitudes de Molyneaux et Smyth ont contribué à la performance désastreuse de l'UUP. Cependant, Burnside perd son siège .

## Décès
Molyneaux est décédé à l'âge de 94 ans à Antrim, en Irlande du Nord, le 9 mars 2015, jour du Commonwealth,.